# Sauz Seco
Sauz Seco är en ort i Mexiko.   Den ligger i kommunen León och delstaten Guanajuato, i den centrala delen av landet, 300 km nordväst om huvudstaden Mexico City. Sauz Seco ligger 2 335 meter över havet och antalet invånare är 101.
Terrängen runt Sauz Seco är lite bergig. Runt Sauz Seco är det ganska tätbefolkat, med 120 invånare per kvadratkilometer. Närmaste större samhälle är León de los Aldama, 14,4 km väster om Sauz Seco. Trakten runt Sauz Seco består i huvudsak av gräsmarker.